# Jere Lehtinen
Jere Kalervo Lehtinen (Espoo, 24 giugno 1973) è un ex hockeista su ghiaccio finlandese.

## Palmarès

### Olimpiadi invernali
- Argento a Torino 2006
- Bronzo a Lillehammer 1994
- Bronzo a Nagano 1998
- Bronzo a Vancouver 2010

### Campionati mondiali
- Oro a Svezia 1995
- Argento a Cecoslovacchia 1992
- Argento a Italia 1994
- Argento a Russia 2007